# Møn

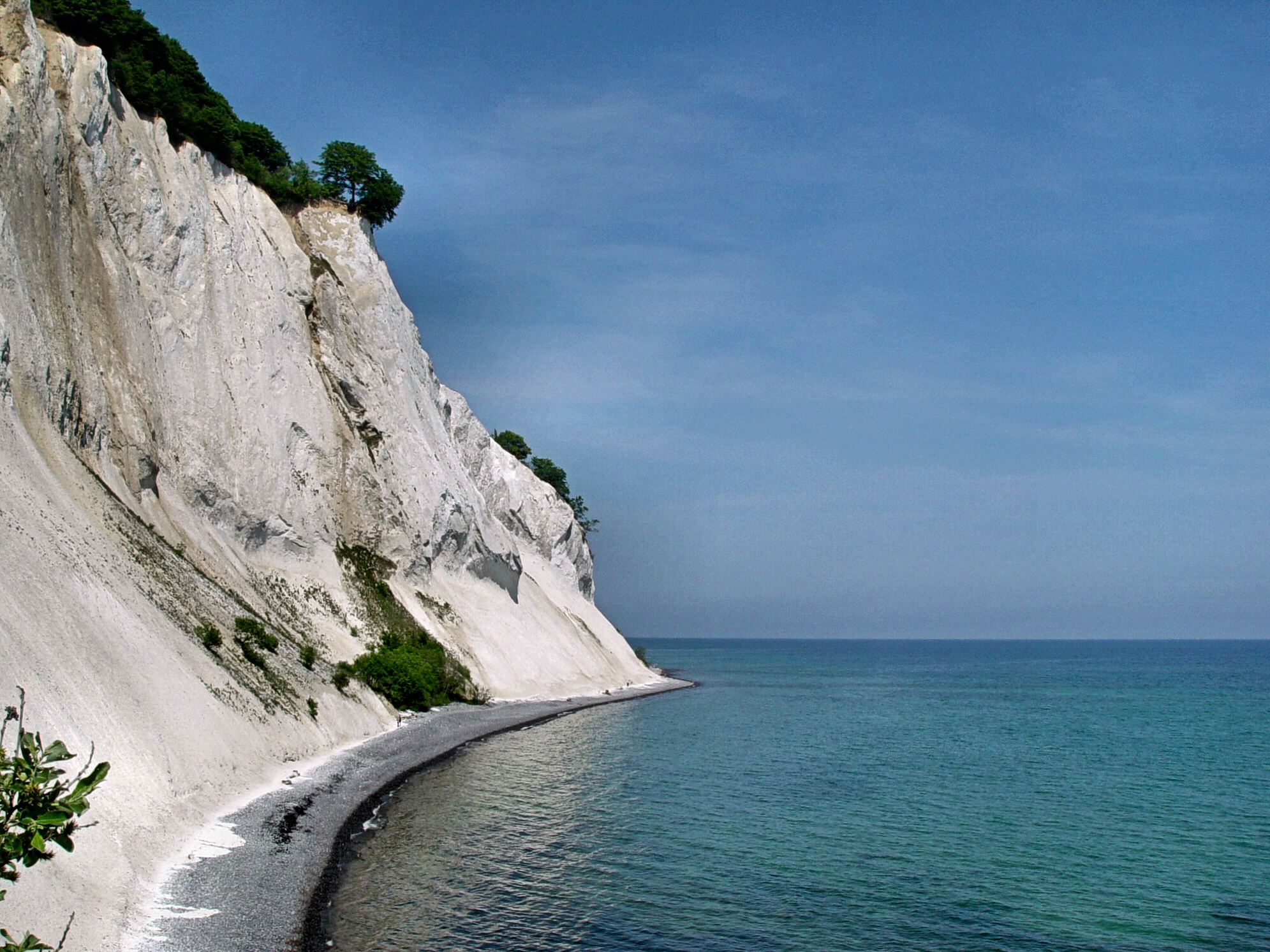
Møns Klint

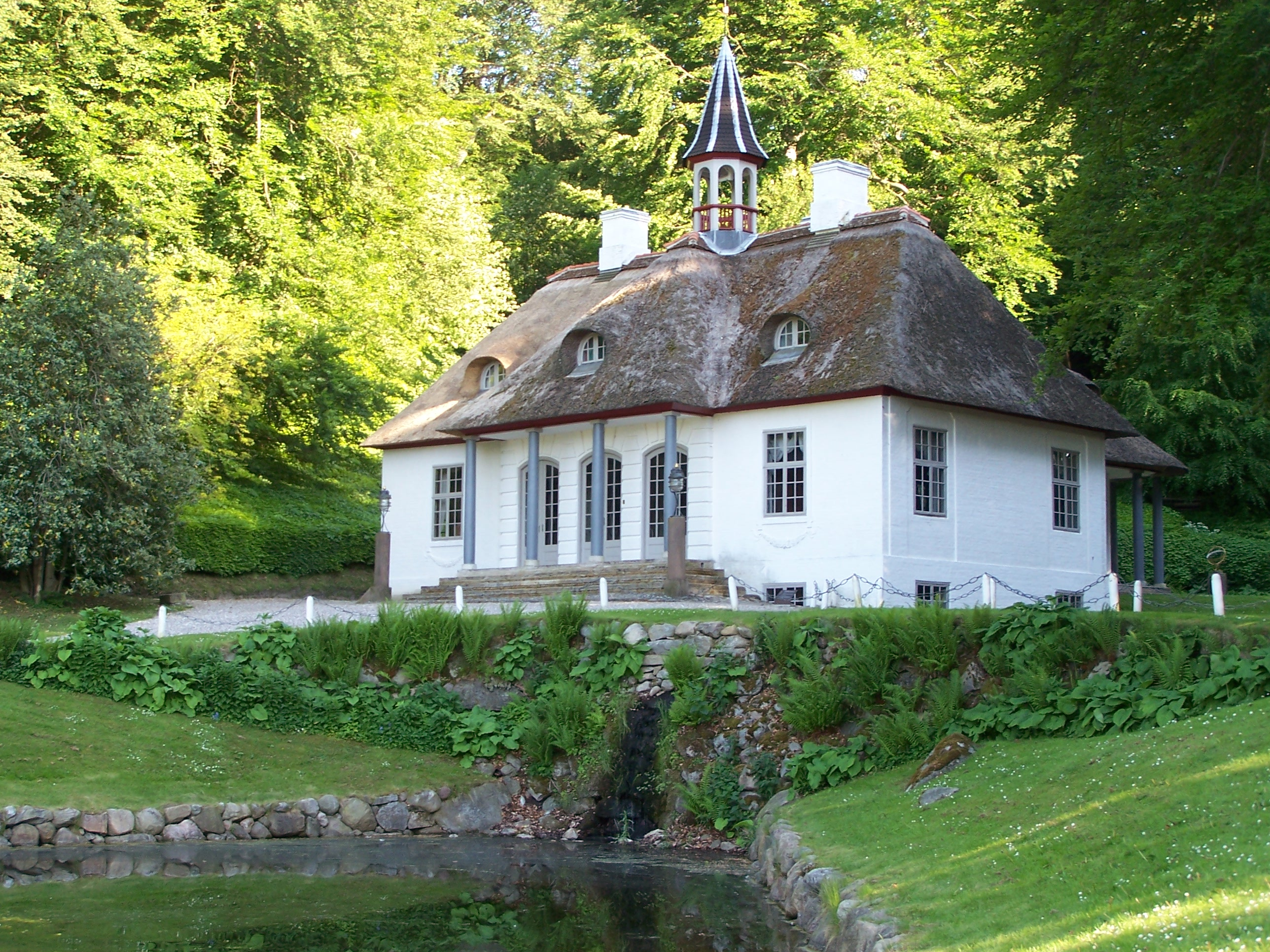
Slot Liselund

Møn is een Deens eiland van 218 km² in de Oostzee tussen Seeland en Falster. Het eiland is over land te bereiken via twee bruggen: de Koningin Alexandrinebrug en de Farø-bruggen. Het eiland telde per 1 januari 2013 9.580 inwoners.

## Bezienswaardigheden
Midden op het eiland ligt Stege, het enige stadje van betekenis.
Het eiland telt een aantal monumenten en kerken waarin middeleeuwse fresco's zijn te bewonderen.
Bijna alle Deense landschappen zijn op het eiland te vinden: vruchtbare akkers, moerassen, rietvelden, strandweiden, witte zandstranden en in het oosten beukenbossen die eindigen in steile krijtrotsen (Møns Klint).
In het noordoosten ligt in een park het slot Liselund.
Møn was een gemeente tot 2007. Na de herindeling van 2007 werden de gemeentes Langebæk, Møn en Præstø bij Vordingborg gevoegd.

## Geologie
Møn behoorde samen met het Duitse eiland Rügen, dat aan de andere kant van de Oostzee tegenover Møn ligt, tot een groter plateau van Muschelkalk, dat door tektonische bewegingen naar het aardoppervlak gedrukt werd. Het overgrote deel van deze landmassa is door erosie en aardverschuivingen weer verdwenen; alleen de beide eilanden, met hun karakteristieke krijtrotsen bekend als Møns Klint, bleven nog over.